# Алцано Ломбардо
Алцано Ломбардо (итал. Alzano Lombardo) је насеље у Италији у округу Бергамо, региону Ломбардија.
Према процени из 2011. у насељу је живело 12750 становника. Насеље се налази на надморској висини од 335 м.

## Становништво
Према резултатима пописа становништва 2011. у општини је живело 13.591 становника.
| 1931. | 1936. | 1951. | 1961.  | 1971.  | 1981.  | 1991.  | 2001.  | 2011.  |
| ----- | ----- | ----- | ------ | ------ | ------ | ------ | ------ | ------ |
| 7.947 | 8.018 | 9.417 | 10.265 | 11.320 | 11.880 | 11.864 | 12.068 | 13.591 |